# Kierstan Bell
Kierstan Bell (Alliance, 16 marzo 2000) è una cestista statunitense, professionista nella WNBA.

## Carriera
È stata selezionata dalle Las Vegas Aces al primo giro del Draft WNBA 2022 (11ª scelta assoluta).

## Palmarès
- Campionato WNBA: 2

Las Vegas Aces: 2022, 2023